# صلابت
صلابت (انگلیسی: Fortitude) (به هندی: Thunivu) فیلم اکشن سرقت هندی تامیل-زبان، تولید سال ۲۰۲۳ است که تهیه‌کننده آن بانی کاپور می‌باشد و نگارش و کارگردانی فیلم را اچ. وینات برعهده داشته‌است. بازیگری نقش محوری فیلم را آجیت کومار بر عهده داشت و نقش‌های مکمل را ساموتیراکانی، جان کوکن، مانجو واریر، اجی و ویرا بازی کرده‌اند. 
این فیلم در روز ۱۱ ژانویه ۲۰۲۳ در هفته فستیوال پونگال اکران گردید و منتقدان در مورد فیلم نظرات متفاوتی بیان کردند و از لحاظ گیشه فروش، فیلم موفقی بود.   